# Association nationale républicaine
Die Association nationale républicaine war eine französische politische Gruppierung des späten 19. und frühen 20. Jahrhunderts. Sie wurde 1888 zur Bekämpfung des Boulangismus gegründet und vereinigte vor allem gemäßigte und liberale Republikaner. Sie machte deren Entwicklung von der linken zur rechten Mitte des politischen Spektrums mit und beteiligte sich 1903 an der Gründung der Fédération républicaine.

## Geschichte

### Anfänge während der Boulangismus-Krise und Erfolge in der Politik

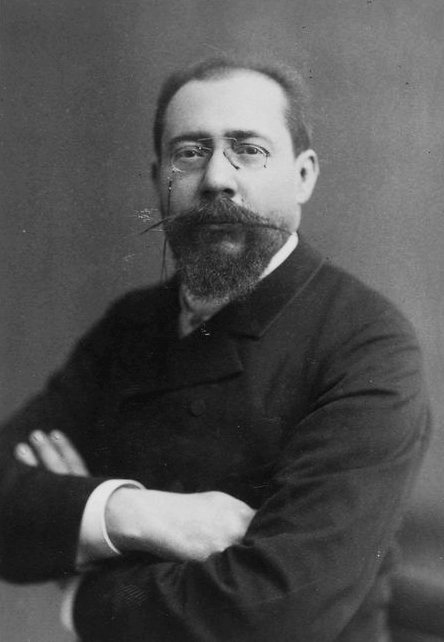
Maurice Rouvier

Angesichts der Fortschritte der boulangistischen Bewegung, die sich auf eine offensive und wirksame Wahlpropaganda stützte, beschlossen die Republikaner 1887, sich zu organisieren, um das Regime zu verteidigen und die Wahlen von 1889 vorzubereiten. Dazu sollten auch die Feierlichkeiten zum hundertsten Jahrestag der französischen Revolution genutzt werden.
Zwei Gruppen waren hier besonders aktiv: Die „Association républicaine du Centenaire de 1789“ (Republikanische Vereinigung zum 100. Jahrestag von 1789, mit Paul Devès als Vorsitzendem und Paul Delombre als Generalsekretär) sowie die Zusammenkunft eines „Comité national républicain“ (Republikanisches Nationalkomitee, nicht zu verwechseln mit dem boulangistischen „Comité républicain national“, Nationales republikanisches Komitee) unter der Leitung von Jules Steeg. Im Februar 1888 schlossen sich diese beiden Vereinigungen zur „Association nationale républicaine (Centenaire de 1789)“ zusammen.
Die Association nationale républicaine hatte die Aufgabe, die Wahlkampagnen der Republikaner in der Regierung zu koordinieren, indem sie die Informationen aus den Wahlkreisen zentralisierte, die lokalen Komitees rechtlich beriet, Wahlkampfspenden sammelte, Broschüren und ein periodisches Bulletin herausgab, mit den Provinzzeitungen korrespondierte, Karikaturen von General Boulanger verteilte und Bankette und Konferenzen organisierte. Sie hatte ihren Sitz in der Rue Vivienne 51 und verfügte über einen „Conseil général“ (Allgemeiner Rat, vergleichbar mit dem Verwaltungsrat der späteren Vereine nach dem Gesetz von 1901) und einen „Comité directeur“ (Vorstand).

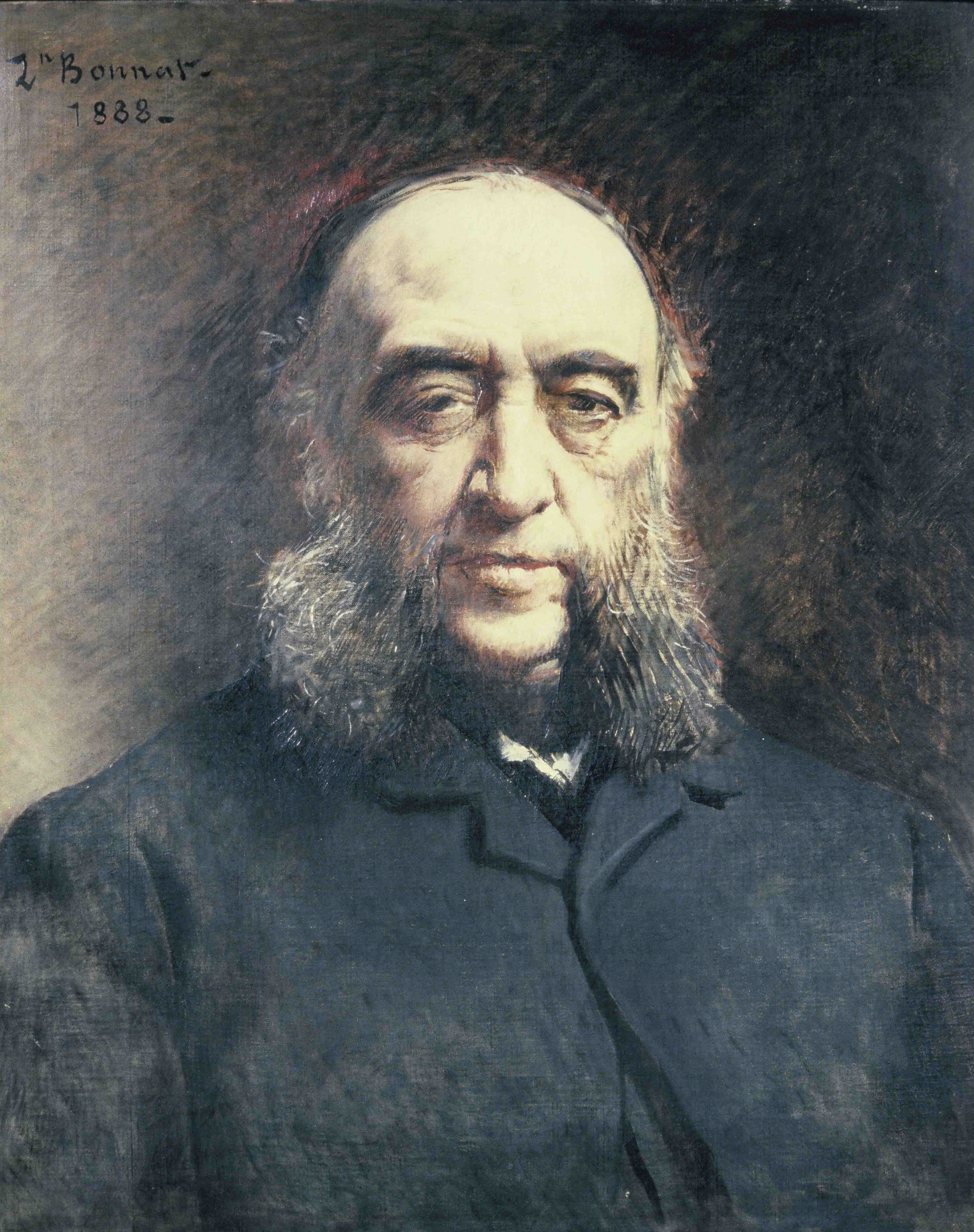
Jules Ferry

Maurice Rouvier wurde im März 1888 zum Präsidenten der Vereinigung gewählt, musste aber ein Jahr später zurücktreten, um sich seinen Aufgaben im Ministerium zu widmen. Sein Nachfolger wurde Jules Ferry, der dieses Amt bis zu seiner Wahl zum Senatspräsidenten kurz vor seinem Tod im März 1893 ausübte. Die Association nationale républicaine bestand hauptsächlich aus opportunistischen Republikanern und unterschied sich damit von der anderen großen antiboulangistischen Vereinigung, der Société des droits de l’homme et du citoyen, die weiter links stand. Der Konservatismus der Association nationale républicaine wurde übrigens schon 1888 von dem Radikalen Stephen Pichon kritisiert.
Weder das Ende des Boulangismus noch das der Hundertjahrfeiern beendeten die Aktivitäten der Vereinigung, die weiterhin sowohl unter den gewählten Vertretern der Mehrheit als auch unter Industriellen, Händlern, hohen Beamten und der wissenschaftlichen und kulturellen Elite Mitglieder rekrutierte. Im Jahr 1894 zählte sie zwischen 5000 und 10.000 Mitglieder. Zu diesem Zeitpunkt verfügte sie über 1200 lokale Komitees und übte einen beträchtlichen Einfluss aus.
Der ehemalige Regierungschef Émile Ollivier bezeichnete sie als „die wahre Regierung“: 

« Sie war es, die die Einstellung des Panama-Prozesses forderte, die die Wahlen durchführte, die die offiziellen Kandidaturen förderte, die die Präfekten und Unterpräfekten ernannte. Alles strahlt von ihr aus. »

### Von der Dreyfus-Affäre bis zum Krieg

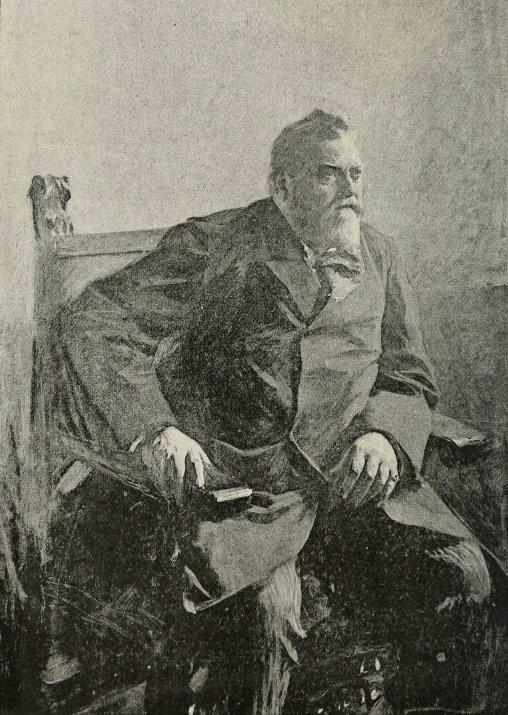
Eugène Spuller

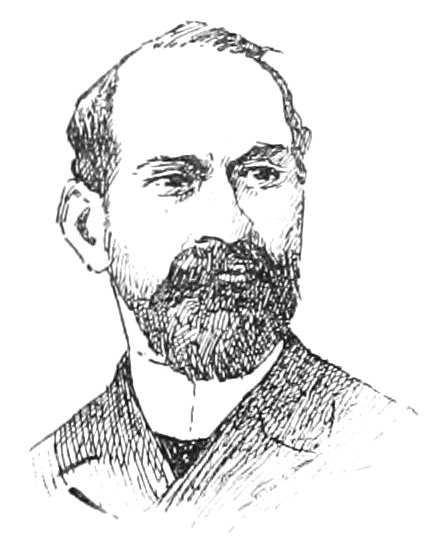
Honoré Audiffred

Nach dem Tod Ferrys im März 1893 war Eugène Spuller Vorsitzender der ANR, der jedoch im Dezember desselben Jahres zurücktrat, um in die Regierung einzutreten. Im darauffolgenden Monat übernahm der Abgeordnete Honoré Audiffred die Präsidentschaft. Nach Spullers Tod wurde der Titel des Ehrenpräsidenten Pierre Waldeck-Rousseau verliehen. Da der Verein gegen das radikale Einkommensteuerprojekt und feindlich gegenüber den Sozialisten eingestellt war, förderte er 1899 die Gründung der „Liga der Steuerzahler“ von Jules Roche, deren Vizepräsidentschaft Audiffred übernahm.
Obwohl die Association nationale républicaine Antisemitismus ablehnte, schloss sie sich in Dreyfus-Affäre den Antidreyfusards an, was zur Opposition Audiffreds gegen die Regierung Waldeck-Rousseau führte. Danach verließen zahlreiche Mitglieder (wie Yves Guyot, Ferdinand Dreyfus, Narcisse Leven und David Raynal) die Vereinigung und schlossen sich den progressiven Dreyfusards an, die 1901 die Partei Alliance républicaine démocratique gründeten. 1902 kritisierte der Dreyfusard Arthur Ranc die Positionierung der von Audiffred geleiteten Vereinigung und urteilte, dass sie sich nicht mehr auf das Erbe von Gambetta und Ferry berufen sollte.
Die „progressiven“ Mitte-rechts-Politiker, die durch ihre Ablehnung eines für Sozialisten offenen Linksblocks (Bloc des gauches) von der Alliance républicaine démocratique getrennt waren, unterschieden sich aufgrund ihres langjährigen Republikanismus und ihrer Ablehnung des Klerikalismus auch von den rallyierten Katholiken, die 1902 die Action libérale populaire gründeten. Sie beschlossen daher, ihrer Zersplitterung entgegenzuwirken, indem sie ihrerseits eine große politische Partei gründeten. So schloss sich die Association nationale républicaine am 18. November 1903 mit der Union libérale républicaine, der Alliance des républicains progressistes von Félix Jules Méline und gemäßigten parlamentarischen Fraktionen (Groupe républicain progressiste in der Abgeordnetenkammer, Alliance républicaine im Senat) zusammen, um die Fédération républicaine zu gründen. Während sie dieser von Eugène Motte geleiteten Partei der republikanischen Rechten beitrat, setzte die Vereinigung ihre Aktivitäten bis zum Vorabend des Ersten Weltkriegs fort.

## Prominente Vertreter
Zu den bekanntesten Persönlichkeiten der Association nationale républicaine gehörten:
- Honoré Audiffred
- Édouard Barbey (1831–1905)
- Louis Barthou (1862–1934)
- Auguste Bartholdi (1834–1904)
- Jean Casimir-Perier (1847–1907)
- Godefroy Cavaignac (1853–1905)
- Paul Delombre
- Paul Deschanel (1855–1922)
- Paul Devès
- Ferdinand Dreyfus
- Alcide Dusolier (1836–1918)
- Jules Ferry
- Louis-Alexandre Foucher de Careil (1826–1891)
- Charles Friedel (1832–1899)
- Georges Leygues (1857–1933)
- Narcisse Leven
- Félix Martin-Feuillée (1830–1898)
- Émile Maruéjouls (1837–1908)
- Alfred Mézières (1826–1915)
- David Raynal
- Joseph Reinach (1856–1921)
- Maurice Rouvier (1842–1911)
- Eugène Spuller
- Jules Steeg
- Ludovic Trarieux (1840–1904)
- Pierre Waldeck-Rousseau